# Giacomo Antonio Fancelli
Giacomo Antonio Fancelli (1606, Roma - 1674) fue un escultor italiano en piedra y estuco de la época barroca. 

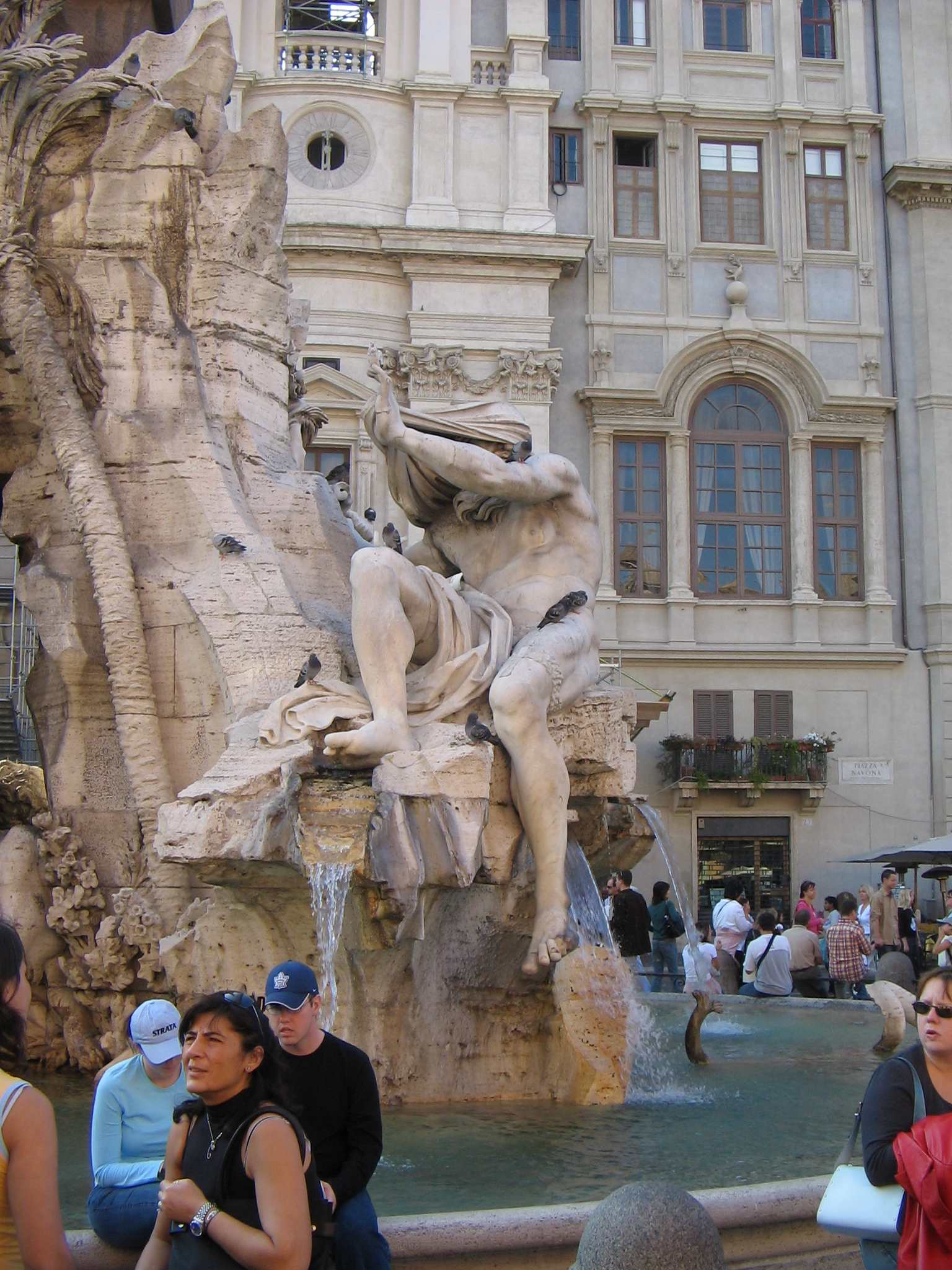
Río Nilo, de Fancelli.

Era el hermano de Cosimo Fancelli y discípulo de Bernini. Sus obras notables son  el río Nilo (que oculta su rostro, ya que el nacimiento del Nilo no se había descubierto aún en aquella época) de la Fuente de los Cuatro Ríos de Bernini (finalizado en 1651) y San Francisco (c.1647) en la iglesia de San Bernardo de las Termas en el Quirinal, en Roma.